# Gottlieb Madl
Gottlieb Johann Madl (* 17. Februar 1897 in Hals; † 17. Februar 1963 in München) war ein deutscher Filmeditor und Dokumentarfilmer.

## Leben und Wirken
Der Sohn des Maschinisten Gottlieb Madl und dessen Frau Veronika geb. Fuchs absolvierte zunächst eine Lehre als Schlosser und Mechaniker. Später besuchte der gebürtige Niederbayer eine Fortbildungsschule und war ab 1919 als Aufnahme- und Tricktechniker beim Film tätig. Bei Anbruch des Tonfilmzeitalters begann er als Schnittmeister an einer Fülle von nicht sonderlich hochklassigen Filmen unterschiedlichster Couleur mitzuwirken, darunter auch regimetreue NS-Propagandastreifen wie S.A. Mann Brand und Venus vor Gericht. Nach dem Krieg schnitt der in München beheimatete Madl nur noch wenige Unterhaltungsfilme sowie die eine oder andere filmische Kurz-Dokumentation, die er teils selbst inszenierte und produzierte. Er starb an seinem 66. Geburtstag im Krankenhaus rechts der Isar.
Von 1922 bis zu seinem Tod war Gottlieb Madl mit Berta Schlegel verheiratet.

## Filmografie
- 1932: Der Feldherrnhügel
- 1932: Kreuzer Emden
- 1932: Die Zwei vom Südexpreß
- 1932: Die Herrgottsgrenadiere
- 1933: Die blonde Christl
- 1933: Der Meisterdetektiv
- 1933: S.A. Mann Brand
- 1933: Roman einer Nacht
- 1933: Der Tunnel
- 1934: Der Flüchtling aus Chicago
- 1934: Liebe dumme Mama
- 1934: Das Erbe in Pretoria
- 1934: Das unsterbliche Lied
- 1934: Es knallt
- 1935: Der Schlafwagenkontrolleur
- 1935: Der Kampf mit dem Drachen
- 1935: Der Gefangene des Königs
- 1935: Henker, Frauen und Soldaten
- 1936: IA in Oberbayern
- 1936: Die Jugendsünde
- 1936: Die Drei um Christine
- 1936: Straßenmusik
- 1937: Die gläserne Kugel
- 1938: Lauter Lügen
- 1938: Nanu, Sie kennen Korff noch nicht?
- 1938: Fünf Millionen suchen einen Erben
- 1938: Der Skarabäus (Kurzfilm)
- 1939: Der Florentiner Hut
- 1939: Gold in New Frisco
- 1939: Der ewige Quell
- 1939: Der Feuerteufel
- 1940: Das Fräulein von Barnhelm
- 1940: Was will Brigitte?
- 1941: Der scheinheilige Florian
- 1941: Venus vor Gericht
- 1941: Der verkaufte Großvater
- 1942: Der dunkle Tag
- 1943: Reise in die Vergangenheit
- 1943: Die keusche Sünderin
- 1944: Die falsche Braut
- 1944/49: Ein Herz schlägt für Dich
- 1944/50: Schuß um Mitternacht
- 1953: Passau – In den Schatten einer alten Stadt (Kurz-Dokumentarfilm, auch Regie, Kamera, Produktion)
- 1954: Die Vergangenheit lebt noch … (Kurz-Dokumentarfilm, auch Regie, Produktion)
- 1956: Vergiß, wenn Du kannst
- 1957: Jägerblut
- 1959: Zauber der Dolomiten (Dokumentarfilm)
- 1961: Alt-München – wie Du es nicht mehr kennst! (Kurz-Dokumentarfilm)